# Georges Carnus
Georges Carnus (Gignac-la-Nerthe, 1940. augusztus 13. –) francia válogatott labdarúgó.

## Pályafutása

### A válogatottban
1963 és 1973 között 36 alkalommal szerepelt a francia válogatottban. Részt vett az 1966-os világbajnokságon.

## Sikerei, díjai
Saint-Étienne
- Francia bajnok (3): 1967–68, 1968–69, 1969–70
- Francia kupa (2): 1967–68, 1969–70
- Francia szuperkupa (2): 1968, 1969

Olympique Marseille
- Francia bajnok (1): 1971–72
- Francia kupa (1): 1971–72
- Francia szuperkupa (1): 1971

Egyéni
- Az év francia labdarúgója (2): 1970, 1971